# Anwar Congo
Anwar Congo (ur. 19 lutego 1937 w Pangkalan Brandan, zm. 25 października 2019 w Medanie) –  indonezyjski gangster (preman), aktywista radykalnego ruchu Pemuda Pancasila. Uczestnik antykomunistycznej kampanii w Indonezji w latach 1965–1966, wyróżniał się szczególnym okrucieństwem w masowych morderstwach. Zyskał szeroką sławę jako główny bohater dokumentalnego filmu Scena zbrodni. Szacuje się, że osobiście zabił co najmniej tysiąc osób.

## Gangster
Urodził się w portowej wiosce, w biednej muzułmańskiej rodzinie. Ukończył cztery klasy szkoły podstawowej. Z Pangkalan Brandan przeniósł się do Medanu. Uczestniczył w sekcji boksu i brał udział w zawodach.
Wstąpił do nastoletniej bandy. Szybko zdobył autorytet jako gangster-preman. Miał przezwisko "Kinżał". Kontrolował czarny rynek biletów w kinie w Medanie, organizował nielegalny wstęp dla widzów. Sam był wielkim miłośnikiem kina, preferując filmy gangsterskie z Hollywood. Grupa Anwara była elementem medańskiej struktury przestępczej pod przywództwem Effendiego Nasutiona.
W 1960 roku, podczas kryzysu kongijskiego, Anwar planował wyjechać do Konga jako część kontyngentu pokojowego. Choć to się nie stało, przezwisko "Kongo" stało się częścią jego osobistego imienia.